# Pichones Centro
Pichones Centro es un caserío peruano ubicado en el distrito de Las Lomas, perteneciente a la provincia y departamento de Piura, al norte del Perú. 

## Ubicación
Pichones Centro se ubica al norte de la provincia de Piura, en el distrito de Las Lomas, en el departamento de Piura.

## Demografía
En 2017 Pichones Centro tenía una población de 72 habitantes.
| Gráfica de evolución demográfica de Pichones Centro entre 1993 y 2017    |
|                                                                          |
| Fuentes: Población 1993 (junto con Pichones Alto y Pichones Bajo) y 2017 |